# Benno Martin
Benno Franz Theodor Martin (Kaiserslautern, 12 februari 1893 - München, 2 juli 1975) was een Duitse officier en SS-Obergruppenführer. Hij was generaal in de Waffen-SS en de politie tijdens de Tweede Wereldoorlog. Hij was ook HSSPF Main (Neurenberg).

## Leven
Op 12 februari 1893 werd Benno Martin in Kaiserslautern geboren. Hij was de zoon van een advocaat. Vanaf 1899 tot 1911 zat hij op de Volksschule en het gymnasium in Kaiserslautern. In 1911 behaalde Martin zijn Abitur. Vanaf 1911 tot 1914 studeerde hij twee semesters bosbouwkunde, daarna ging Martin rechtswetenschappen in München studeren. Tijdens zijn studie in München, was hij lid van het studentenkorps Kösener Senioren-Convents-Verband (korps Rheno-Palati) .

### Eerste Wereldoorlog
In mei 1914 meldde Martin zich als Kriegsfreiwilliger (oorlogsvrijwilliger) in de Deutsches Heer. Hij werd bij het Bayerischen 10. Feld Art Rgt geplaatst. Op 10 december 1914 werd hij bevorderd tot Gefreiter (korporaal). Op 6 februari 1915 werd hij bevorderd tot Unteroffizier (sergeant). Van 23 april 1915 tot 6 maart 1916 was hij bij de 5e compagnie van Bayerischen 10. Feld Art Rgt geplaatst. Tijdens zijn plaatsing bij de 5e compagnie, werd hij bevorderd tot Fähnrich (vaandrig). Martin werd als ordonnansofficier in zijn regiment ingezet. Martin raakte gewond op 4 september 1916, en aan de Somme op 26 september 1916. Na zijn herstel werd hij aan het II. Ersatz Btn/Bayerischen 10. Feld Art Rgt toegewezen. Hij werd als adjudant van het III./Landwehr Feld Art Rgt Nr 2 ingezet. Op 25 februari 1918 werd hij tot chef van het 7./Landwehr Feld Art Rgt Nr 2 benoemd. Vanaf 16 april 1918 tot 10 mei 1918 herstelde Martin van een verwonding in een veldhospitaal, waarna hij in het II. Ersatz Btn/Bayerischen 10. Feld Art Rgt van 26 juni 1918 tot 1 augustus 1918 geplaatst was. Op 8 augustus 1918 werd hij als verbindings- en als gerechtelijk officier in het Bayerischen 10. Feld Art Rgt ingezet. Vanaf 10 januari 1919 tot 31 maart 1919 voerde Martin het commando over het 1./Bayerischen 10. Feld Art Rgt. Aan het einde van de oorlog werd hij als adjudant van de demobilisatieafdeling van het 10. Feld Art Rgt ingezet. Vanaf 8 juli 1919 tot 24 oktober 1919 was hij adjudant van de afwikkelingsafdeling van het Bayerischen 10. Feld Art Rgt.
Op 1 december 1919 werd hij met het Charakter van Oberleutnant (eerste luitenant) uit de Deutsches Heer ontslagen. Martin was aan het einde van de Eerste Wereldoorlog met de beide klassen van het IJzeren Kruis 1914 en het Gewondeninsigne 1918 in zilver onderscheiden.

### Interbellum
Na het einde van de oorlog hervatte hij zijn rechtenstudie. Van 19 april tot 4 juni 1919 was hij lid van het Vrijkorps von Epp.  In het korps werd hij als adjudant van het garnizoenscommando Erlangen ingezet.
Op 1 december 1919 na de Eerste Wereldoorlog, trad Martin in dienst van de Beierse Landespolizei. In 1923 promoveerde hij aan de Universiteit Erlangen tot doctor in de rechten. In mei 1923 werd hij als hogere administratieve advocaat in de Beierse rijksdienst opgenomen. Vanaf 27 mei 1923 was hij daar als regeringsassessor bij de regering van Ansbach werkzaam. Op 16 augustus 1923 werd hij tot lid (Regierungsrat) van de regeringsraad benoemd. In oktober 1923 wisselde Martin van werkzaamheden naar de nieuw opgerichte politiedirectie van Neurenberg-Fürth. Op 30 november 1923 trouwde Martin met Luise Osswalt. Het echtpaar kreeg een kind/zoon. Zijn vrouw pleegde in mei 1945 zelfmoord. Op 1 mei 1933 werd hij lid van de NSDAP. Als Regierungsrat werd Martin op 1 juli 1933 tot Regierungsrat der I. Klasse bevorderd. Van 5 september 1933 tot 30 september 1934 was hij plaatsvervangend hoofdcommissaris Neurenberg-Fürth. Hij werd op 10 april 1934 lid van de SS. Martin werd nog dezelfde dag bevorderd tot SS-Sturmführer (tweede luitenant) en bij de 3.SS-Standarte geplaatst. Op 9 september 1934 werd hij bevorderd tot SS-Obersturmführer (eerste luitenant). Op 1 oktober 1934 werd hij tot hoofdcommissaris Neurenberg-Fürth benoemd. Op 20 april 1935 werd Martin bevorderd tot SS-Hauptsturmführer (kapitein), en op 15 september 1935 tot SS-Sturmbannführer (majoor). Hij zat in de staf van de SS-Abschnitt IX, waarna hij naar het SS-Hauptamt overgeplaatst werd. Martin werd op 13 september 1936 bevorderd tot SS-Obersturmbannführer (luitenant-kolonel).

### Tweede Wereldoorlog
Op 20 april 1941 werd hij bevorderd tot SS-Brigadeführer (brigadegeneraal). Toen de SS-Oberabschnitt "Main" op 1 mei 1941 organisatorisch van de SS-Oberabschnitt "Süd" gescheiden en onafhankelijk werd, nam Martin de leiding op zich. In mei 1941 werd hij naar het SD-Hauptamt (later RSHA) overgeplaatst. Van oktober 1936 tot 17 december 1942 was hij „mit der Wahrnehmung der Geschäfte beauftragt“ (met de waarneming van de functie belast) als Befehlshaber der Ordnungspolizei (BdO) in Neurenberg. Op 30 januari 1942 werd hij tot Generalmajor der Polizei bevorderd. Kort daarna werd hij op 20 april 1942 bevorderd tot SS-Gruppenführer (generaal-majoor) en Generalleutnant in de politie. Als SS-Gruppenführer nam hij op 4 oktober 1943 ook aan de Poznańtoespraken van Heinrich Himmler deel. Van 17 december 1942 tot 2 mei 1945 was Martin HSSPF Main (Neurenberg) en Gerichtsheer des SS voor Polizeigericht XXV. Martin was van 17 december 1942 tot 20 februari 1944 Höherer SS- und Polizeiführer Main bij de Beierse Staatsminister van Binnenlandse Zaken en de Rijksstadshouders in Baden, in de Sudetengouw, in Thüringen en in Württemberg in Wehrkreis XIII (13e militair district). Op 1 juli 1944 werd hij bevorderd tot Generaal in de Waffen-SS, waarna hij op 1 augustus 1944 nog bevorderd werd tot SS-Obergruppenführer (luitenant-generaal) en generaal in de politie. Op 1 oktober 1944 werd Martin tot Höherer Kommandeur der Kriegsgefangenen im Wehrkreis XIII benoemd.
Vlucht
Na de Slag om Neurenberg, vluchtte Martin op 15 april 1945 voor het oprukkende Amerikaanse leger. In de buurt van Eggenfelden werd hij op 2 mei 1945 door de Amerikanen krijgsgevangen gemaakt. Hij verbleef tot augustus 1948 in de internering.

## Na de oorlog
Op 20 augustus 1948 werd Martin in de Duitse voorlopige preventieve hechtenis geplaatst. Dit vanwege zijn medewerking aan de Jodentransporten. Op 14 november 1949 en 1 juli 1953 werd Martin door de arrondissementsrechtbank Neurenberg-Fürth tweemaal vrijgesproken. Het onderwerp van de eerste proces was de mishandeling van twee Duitse gevangenen in de politiegevangenis van Neurenberg in 1934 en 1936, en de voortdurende mishandeling van Russische krijgsgevangenen in de gevangenis van Langenzenn tussen 1943 en 1944. Een deel van de Russische gevangenen was gestorven. Het tweede proces betrof Martins deelname aan vier van de zeven transporten van Joden van Franken naar Riga, Lublin en Theresienstadt tussen november 1941 en september 1942.
Martin was lid van de Rotary International in Neurenberg. Over het verdere verloop van zijn leven is niets bekend. Op 2 juli 1975 overleed hij in München.

## Carrière
Martin bekleedde verschillende rangen in zowel de Allgemeine-SS als Waffen-SS. De volgende tabel laat zien dat de bevorderingen niet synchroon liepen.
| Datum                        | Deutsches Heer                              | Politie                       | Staatsdienst                  | Allgemeine-SS          | Waffen-SS                |
| ---------------------------- | ------------------------------------------- | ----------------------------- | ----------------------------- | ---------------------- | ------------------------ |
| mei 1914 - 6 augustus 1914   | Kriegsfreiwilliger - Einjährig-Freiwilliger | —                             | —                             | —                      | —                        |
| mei 1914                     | Fahnenjunker (aspirant-officier)            | —                             | —                             | —                      | —                        |
| 10 december 1914             | Gefreiter                                   | —                             | —                             | —                      | —                        |
| 6 februari 1915              | Unteroffizier                               | —                             | —                             | —                      | —                        |
| 30 april 1915                | Fähnrich                                    | —                             | —                             | —                      | —                        |
| 24 juni 1915 (zonder Patent) | Leutnant                                    | —                             | —                             | —                      | —                        |
| 13 oktober 1917              | Patent van 15 november 1913                 | —                             | —                             | —                      | —                        |
| 1 december 1919              | Charakter van Oberleutnant                  | —                             | —                             | —                      | —                        |
| 1 december 1919              | —                                           | Polizeileutnant               | —                             | —                      | —                        |
| 30 augustus 1920             | —                                           | Polizeioberleutnant           | —                             | —                      | —                        |
| 27 mei 1923                  | —                                           | —                             | Regierungsassessor            | —                      | —                        |
| 16 augustus 1923             | —                                           | —                             | Regierungsrat (titel en rang) | —                      | —                        |
| 1 november 1923              | —                                           | —                             | Regierungsrat                 | —                      | —                        |
| 1 juli 1933                  | —                                           | —                             | Regierungsrat 1. Klasse       | —                      | —                        |
| 10 april 1934                | —                                           | —                             | —                             | SS-Sturmführer         | —                        |
| 9 september 1934             | —                                           | —                             | —                             | SS-Obersturmführer     | —                        |
| 1 oktober 1934               | —                                           | Polizeipräsident              | —                             | —                      | —                        |
| 20 april 1935                | —                                           | —                             | —                             | SS-Hauptsturmführer    | —                        |
| 15 september 1935            | —                                           | —                             | —                             | SS-Sturmbannführer     | —                        |
| 13 september 1936            | —                                           | —                             | —                             | SS-Obersturmbannführer | —                        |
| 12 september 1937            | —                                           | —                             | —                             | SS-Standartenführer    | —                        |
| 9 november 1938              | —                                           | —                             | —                             | SS-Oberführer          | —                        |
| 20 april 1941                | —                                           | —                             | —                             | SS-Brigadeführer       | —                        |
| 30 januari 1942              | —                                           | Generalmajor in de politie    | —                             | —                      | —                        |
| 20 april 1942                | —                                           | Generalleutnant in de politie | —                             | SS-Gruppenführer       | —                        |
| 1 juli 1944                  | —                                           | —                             | —                             | —                      | Generaal in de Waffen-SS |
| 1 augustus 1944              | —                                           | Generaal in de politie        | —                             | SS-Obergruppenführer   | —                        |

## Lidmaatschapsnummers
- NSDAP-nr.: 2 714 474[10][20] (lid geworden 1 mei 1933[2][3][6][15][19])
- SS-nr.: 187 117[3][10][20] (lid geworden 10 april 1934[2][6][19])

## Onderscheidingen
Selectie:
- IJzeren Kruis 1914, 1e Klasse[3][10][15][19][20] (4 november 1919[5][21]) en 2e Klasse[3][15][19][20] (24 december 1915[5][21])
- Kruis voor Oorlogsverdienste, 1e Klasse[19] (24 februari 1943[5]) en 2e Klasse[19] met Zwaarden
- Gewondeninsigne 1918 in zilver[5][10][15][20][21]
- Kruis der Vierde Klasse in de Orde van Militaire Verdienste (Beieren) met Zwaarden op 1 december 1916[5][21]
- Commandeurskruis in de Orde van Verdienste (Hongarije)[5][21]
- Ereteken voor trouwe dienst, 2e Klasse (25 jaar trouwe dienst)[21]

## Afkorting
- mit der Führung beauftragt (m. d. F. b.) - vrije vertaling: met het leiderschap belast
- Kie - vergelijkbaar met een compagnie
- Bttr (Batterie) - vergelijkbaar met een batterij